# Lijst van voetbalinterlands Malta - Schotland
Deze lijst van voetbalinterlands is een overzicht van alle officiële voetbalwedstrijden tussen de nationale teams van Malta en Schotland. De landen hebben tot op heden zeven keer tegen elkaar gespeeld. De eerste ontmoeting was een vriendschappelijke wedstrijd in Ta' Qali op 22 maart 1988. Het laatste duel, een kwalificatiewedstrijd voor het Wereldkampioenschap voetbal 2018, vond plaats op 4 september 2017 in Glasgow.

## Wedstrijden
| № | Plaats   | Datum            | Competitie           | Wedstrijd         | Uitslag |
| - | -------- | ---------------- | -------------------- | ----------------- | ------- |
| 1 | Ta' Qali | 22 maart 1988    | Vriendschappelijk    | Malta − Schotland | 1 − 1   |
| 2 | Ta' Qali | 28 mei 1990      | Vriendschappelijk    | Malta − Schotland | 1 − 2   |
| 3 | Glasgow  | 17 februari 1993 | WK 1994 kwalificatie | Schotland − Malta | 3 − 0   |
| 4 | Ta' Qali | 17 november 1993 | WK 1994 kwalificatie | Malta − Schotland | 0 − 2   |
| 5 | Ta' Qali | 1 juni 1997      | Vriendschappelijk    | Malta − Schotland | 2 − 3   |
| 6 | Ta' Qali | 4 september 2016 | WK 2018 kwalificatie | Malta − Schotland | 1 − 5   |
| 7 | Glasgow  | 4 september 2017 | WK 2018 kwalificatie | Schotland − Malta | 2 − 0   |

## Samenvatting
| Competitie        | Totaal gespeeld | Winst Malta | Gelijk | Winst Schotland | Doelsaldo Malta – Schotland |
| ----------------- | --------------- | ----------- | ------ | --------------- | --------------------------- |
| WK-kwalificatie   | 4               | 0           | 0      | 4               | 1 − 12                      |
| Vriendschappelijk | 3               | 0           | 1      | 2               | 4 − 6                       |
| Totaal            | 7               | 0           | 1      | 6               | 5 − 18                      |

## Details

### Eerste ontmoeting
| Vriendschappelijk (Ta' Qali, Malta, 22 maart 1988): |       |                  |
| Malta                                               | 1 – 1 | Schotland        |
| Carmel Busuttil 54'                                 | goals | 21' Graeme Sharp |

### Vijfde ontmoeting
| Vriendschappelijk (Ta' Qali, Malta, 1 juni 1997): |       |                                                           |
| Malta                                             | 2 – 3 | Schotland                                                 |
| Hubert Suda 17' Stefan Sultana 57'                | goals | 4' Christian Dailly 44' Darren Jackson 81' Darren Jackson |
| - Debuut van Stefan Giglio (Valletta) voor Malta. |       |                                                           |

### Zesde ontmoeting
| WK 2018 kwalificatie (Ta' Qali, Malta, 4 september 2016): |              | |
| Malta                                                     | 1 – 5        | Schotland                                                                                                 |
| Alfred Effiong 13'                                        | goals        | 9' Robert Snodgrass 53' Chris Martin 61' (pen.) Robert Snodgrass 78' Steven Fletcher 84' Robert Snodgrass |
| Jonathan Caruana 60' Luke Gambin 90+1'                    | rode kaarten | |

Malta Football Association · A-internationals · Bondscoaches · Statistieken · Maltees vrouwenelftal · Malta U21 · Malta U20 · Malta U19 · Malta U18 · Malta U17 · Malta U16
1957 – 1959 ·
1960 – 1969 ·
1970 – 1979 ·
1980 – 1989 ·
1990 – 1999 ·
2000 – 2009 ·
2010 – 2019 ·
2020 − 2029
1957 · 
1958 · 
1959 · 
1960 · 
1961 · 
1962 · 
1963 · 
1964 · 
1965 · 
1966 · 
1967 · 1968 · 
1969 · 
1970 · 
1971 · 
1972 · 
1973 · 
1974 · 
1975 · 
1976 · 
1977 · 
1978 · 
1979 · 
1980 · 
1981 · 
1982 · 
1983 · 
1984 · 
1985 · 
1986 · 
1987 · 
1988 · 
1989 · 
1990 ·
1991 · 
1992 · 
1993 · 
1994 · 
1995 · 
1996 · 
1997 · 
1998 · 
1999 · 
2000 · 
2001 · 
2002 · 
2003 · 
2004 · 
2005 · 
2006 · 
2007 · 
2008 · 
2009 · 
2010 · 
2011 · 
2012 · 
2013 · 
2014 · 
2015 · 
2016 ·
2017 ·
2018 ·
2019 ·
2020 ·
2021 ·
2022
Albanië ·
Algerije ·
Andorra ·
Angola ·
Armenië ·
Azerbeidzjan ·
België ·
Bosnië en Herzegovina · 
Bulgarije ·
Canada ·
Centraal-Afrikaanse Republiek ·
Cyprus ·
DDR ·
Denemarken ·
Duitsland ·
Egypte ·
Engeland ·
Estland ·
Faeröer ·
Finland ·
Frankrijk ·
Gabon ·
Georgië ·
Gibraltar · 
Griekenland ·
Hongarije ·
Ierland ·
IJsland ·
Indonesië ·
Israël ·
Italië ·
Japan ·
Joegoslavië ·
Jordanië ·
Kaapverdië ·
Kazachstan ·
Koeweit ·
Kosovo ·
Kroatië ·
Letland ·
Libanon ·
Libië ·
Liechtenstein ·
Litouwen ·
Luxemburg ·
Moldavië ·
Nederland ·
Noord-Ierland ·
Noord-Macedonië ·
Noorwegen ·
Oekraïne ·
Oostenrijk ·
Polen ·
Portugal ·
Qatar ·
Roemenië ·
Rusland ·
San Marino ·
Schotland ·
Slovenië ·
Slowakije ·
Spanje ·
Thailand ·
Tsjechië ·
Tsjecho-Slowakije ·
Tunesië · 
Turkije · 
Venezuela · 
Verenigde Arabische Emiraten ·
Verenigde Staten ·
Wales ·
Wit-Rusland ·
Zuid-Afrika ·
Zuid-Korea ·
Zweden ·
Zwitserland
SFA · A-internationals · Selecties · Bondscoaches · Statistieken · Schots vrouwenelftal · Brits olympisch elftal · Schotland U21 · Schotland U20 · Schotland U19 · Schotland U18 · Schotland U17 · Schotland U16 · Vrouwen U17
1872 – 1899 ·
1900 – 1919 ·
1920 – 1929 ·
1930 – 1939 ·
1940 – 1949 ·
1950 – 1959 ·
1960 – 1969 ·
1970 – 1979 ·
1980 – 1989 ·
1990 – 1999 ·
2000 – 2009 ·
2010 – 2019 ·
2020 − 2029
EK's: 1992 ·
1996 ·
2020 ·
2024
WK's: 1954 ·
1958 ·
1974 ·
1978 ·
1982 ·
1986 ·
1990 ·
1998
1872 ·
1873 ·
1874 ·
1875 ·
1876 ·
1877 ·
1878 ·
1878 ·
1879 ·
1880 ·
1881 ·
1882 ·
1883 ·
1884 ·
1885 ·
1886 ·
1887 ·
1888 ·
1889 ·
1890 ·
1891 ·
1892 ·
1893 ·
1894 ·
1895 ·
1896 ·
1897 ·
1898 ·
1899 ·
1900 ·
1901 ·
1902 ·
1903 ·
1904 ·
1905 ·
1906 ·
1907 ·
1908 ·
1909 ·
1910 ·
1911 ·
1912 ·
1913 ·
1914 ·
1915–1919 ·
1920 ·
1921 ·
1922 ·
1923 ·
1924 ·
1925 ·
1926 ·
1927 ·
1928 ·
1929 ·
1930 ·
1931 ·
1932 ·
1933 ·
1934 ·
1935 ·
1936 ·
1937 ·
1938 ·
1939 ·
1940–1945 ·
1946 ·
1947 ·
1948 ·
1949 ·
1950 ·
1951 ·
1952 ·
1953 ·
1954 ·
1955 ·
1956 ·
1957 ·
1958 ·
1959 ·
1960 ·
1960 ·
1961 ·
1962 ·
1963 ·
1964 ·
1965 ·
1966 ·
1967 ·
1968 ·
1969 ·
1970 ·
1971 ·
1972 ·
1973 ·
1974 ·
1975 ·
1976 ·
1977 ·
1978 ·
1979 ·
1980 ·
1981 ·
1982 ·
1983 ·
1984 ·
1985 ·
1986 ·
1987 ·
1988 ·
1989 ·
1990 ·
1991 ·
1992 ·
1993 ·
1994 ·
1995 ·
1996 ·
1997 ·
1998 ·
1999 ·
2000 ·
2001 ·
2002 ·
2003 ·
2004 ·
2005 ·
2006 ·
2007 ·
2008 ·
2009 ·
2010 ·
2011 ·
2012 ·
2013 ·
2014 · 
2015 · 
2016 · 
2017 ·
2018 ·
2019 ·
2020 ·
2021 ·
2022
Albanië ·
Argentinië · 
Armenië ·
Australië ·
België ·
Bosnië en Herzegovina ·
Brazilië ·
Bulgarije ·
Canada ·
Chili ·
Colombia ·
Congo-Kinshasa ·
Costa Rica ·
Cyprus ·
DDR ·
Denemarken ·
Duitsland ·
Ecuador ·
Egypte ·
Engeland ·
Estland ·
Faeröer ·
Finland ·
Frankrijk ·
Georgië ·
Gibraltar · 
GOS ·
Griekenland ·
Hongarije ·
Ierland ·
IJsland ·
Iran ·
Israël ·
Italië ·
Japan ·
Joegoslavië ·
Kazachstan ·
Kroatië ·
Letland ·
Liechtenstein ·
Litouwen ·
Luxemburg ·
Malta ·
Marokko ·
Mexico ·
Moldavië ·
Nederland ·
Nieuw-Zeeland ·
Nigeria · 
Noord-Ierland ·
Noord-Macedonië ·
Noorwegen ·
Oekraïne ·
Oostenrijk ·
Paraguay ·
Peru ·
Polen ·
Portugal ·
Qatar ·
Roemenië ·
Rusland ·
San Marino ·
Saoedi-Arabië ·
Servië ·
Slovenië ·
Slowakije · 
Sovjet-Unie ·
Spanje ·
Trinidad en Tobago · 
Tsjechië ·
Tsjecho-Slowakije ·
Turkije · 
Uruguay ·
Verenigde Staten ·
Wales ·
Wit-Rusland ·
Zuid-Afrika ·
Zuid-Korea ·
Zweden ·
Zwitserland
Engeland (2021) · 
Kroatië (2021) · 
Nieuw-Zeeland (1982) · 
Tsjechië (2021)